# Microchirita sericea
Microchirita sericea là một loài thực vật có hoa trong họ Tai voi (Gesneriaceae). Loài này có ở  Malaysia bán đảo (Kedah, Perak, Kelantan); được Henry Nicholas Ridley mô tả khoa học đầu tiên năm 1905 dưới danh pháp Chirita sericea. Năm 2011, A.Weber & Rafidah chuyển nó sang chi Microchirita.